# Pinhaisania
Pinhaisania là một chi bướm đêm thuộc phân họ Tortricinae của họ Tortricidae.

## Các loài
- Pinhaisania crispula Razowski & Becker, 2000